# Reuilly-Sauvigny
Reuilly-Sauvigny és un municipi francès situat al departament de l'Aisne i a la regió dels Alts de França. L'any 2007 tenia 234 habitants.

## Demografia

### Població
El 2007 la població de fet de Reuilly-Sauvigny era de 234 persones. Hi havia 92 famílies de les quals 24 eren unipersonals (12 homes vivint sols i 12 dones vivint soles), 24 parelles sense fills, 40 parelles amb fills i 4 famílies monoparentals amb fills.
La població ha evolucionat segons el següent gràfic:
Habitants censats

### Habitatges
El 2007 hi havia 114 habitatges, 92 eren l'habitatge principal de la família, 16 eren segones residències i 6 estaven desocupats. Tots els 114 habitatges eren cases. Dels 92 habitatges principals, 81 estaven ocupats pels seus propietaris, 7 estaven llogats i ocupats pels llogaters i 4 estaven cedits a títol gratuït; 2 tenien una cambra, 2 en tenien dues, 10 en tenien tres, 26 en tenien quatre i 52 en tenien cinc o més. 73 habitatges disposaven pel capbaix d'una plaça de pàrquing. A 46 habitatges hi havia un automòbil i a 34 n'hi havia dos o més.

### Piràmide de població
La piràmide de població per edats i sexe el 2009 era:
| Homes | Edats   | Dones |
| ----- | ------- | ----- |
| 4     | 95 o +  | 0     |
| 0     | 90 a 94 | 0     |
| 0     | 85 a 89 | 4     |
| 0     | 80 a 84 | 0     |
| 0     | 75 a 79 | 0     |
| 4     | 70 a 74 | 8     |
| 12    | 65 a 69 | 8     |
| 0     | 60 a 64 | 4     |
| 12    | 55 a 59 | 4     |
| 0     | 50 a 54 | 4     |
| 4     | 45 a 49 | 4     |
| 4     | 40 a 44 | 4     |
| 8     | 35 a 39 | 8     |
| 12    | 30 a 34 | 8     |
| 8     | 25 a 29 | 4     |
| 4     | 20 a 24 | 12    |
| 8     | 15 a 19 | 4     |
| 16    | 10 a 14 | 0     |
| 4     | 5 a 9   | 12    |
| 12    | 0 a 4   | 16    |

## Economia
El 2007 la població en edat de treballar era de 135 persones, 95 eren actives i 40 eren inactives. De les 95 persones actives 92 estaven ocupades (55 homes i 37 dones) i 3 estaven aturades (3 homes). De les 40 persones inactives 12 estaven jubilades, 9 estaven estudiant i 19 estaven classificades com a «altres inactius».

### Ingressos
El 2009 a Reuilly-Sauvigny hi havia 86 unitats fiscals que integraven 223 persones, la mediana anual d'ingressos fiscals per persona era de 16.554 €.

### Activitats econòmiques
Dels 6 establiments que hi havia el 2007, 1 era d'una empresa de fabricació d'altres productes industrials, 2 d'empreses de construcció i 3 d'empreses d'hostatgeria i restauració.
Dels 3 establiments de servei als particulars que hi havia el 2009, 1 era un paleta, 1 lampisteria i 1 restaurant.
L'any 2000 a Reuilly-Sauvigny hi havia 6 explotacions agrícoles.

## Poblacions més properes
El següent diagrama mostra les poblacions més properes.